# Pedro Leandro Ipuche
Pedro Leandro Ipuche (Treinta y Tres, 13 de marzo de 1889 - Montevideo, 17 de febrero de 1976) fue un poeta uruguayo considerado como uno de los iniciadores en poesía, junto con Fernán Silva Valdés, del nativismo, en el que se funde lo criollo con el vanguardismo.

## Biografía
Sus padres fueron Juan B. Ipuche y Beatriz M de Ipuche. Cuando sobrevino la guerra civil de 1904, se enroló en el ejército.
Al finalizar el bachillerato en 1905 se radica en Montevideo, e inicia estudios de Filosofía y Humanidades en el Seminario Conciliar, adentrándose en la poesía, literatura y aprendiendo inglés, italiano, francés, guaraní, griego y latín.
Cultivó así una lírica vanguardista, como se percibe en Alas nuevas (1922), pero también buscó la actualización del repertorio tradicional. Su poesía revela una preocupación metafísica, donde aparece su inquietud por el misterio de la creación y la esencia de los seres.
El liceo de Santa Clara de Olimar lleva su nombre.

## Obras
- 1909: Dos lágrimas
- 1913: La muerte del gran maestro
- 1916: Salmos atreidas
- 1922: Alas nuevas
- 1924: Tierra honda
- 1926: Júbilo y miedo
- 1929: Rumbo desnudo
- 1931: Fernando Soto
- 1935: Isla Patrulla
- 1938: Tierra celeste
- 1942: La llave de la sombra
- 1943: El yesquero del fantasma
- 1946: Cuentos del fantasma
- 1948: Dino, el rey niño (estreno de la Comedia Nacional).
- 1949: La llave de la sombra
- 1949: La espiga voluntaria
- 1952: Alma en el aire
- 1953: César Mayo Gutiérrez
- 1954: La quebrada de los cuervos
- 1955: Diluciones
- 1957: Caras con almas
- 1958: El milagro de Montevideo
- 1959: Hombres y nombres
- 1961: Chongo
- 1962: La Defensa de Paysandú
- 1964: Aire fiel
- 1969: Fantasmas tenaces.